# Rašid Mahalbašić
Rasid Mahalbasic (nacido el 7 de noviembre de 1990 en Jesenice) es un jugador de baloncesto esloveno de nacionalidad austríaca que pertenece a la plantilla del KK Cedevita Olimpija de la 1. A slovenska košarkarska liga. Con 2,11 metros de estatura, juega en la posición de pívot.

## Trayectoria deportiva

### Profesional
El internacional con Austria en todas las categorías y en la selección absoluta desde 2008, cuenta con una amplísima experiencia en el baloncesto europeo, tanto en las ligas de los países como en las diversas competiciones continentales.
Tras pasar por el Adidas Eurocamp de Treviso en el verano de 2010, Mahalbasic debutó en la Superliga de Turquía con el Fenerbahçe Ulker, jugando luego en el Tofas Bursa, también de la liga turca, y finalizando el ejercicio con el KK Split de la competición de Croacia. En la campaña 11-12, empezó en el Fenerbahçe antes de firmar por el Zlatorog Lasko esloveno.
La temporada 12-13 confirmó la explosión del jugador esloveno-austriaco, quien destacó en la liga polaca en el Asseco Prokom con medias de 11 puntos y 6.8 rebotes. Del mismo modo, se estrenó con el cuadro polaco en la Euroleague, con el que en 10 partidos firmó 9.1 puntos y 6.8 capturas por encuentro. Una campaña después, esos números se ratificaban en el CEZ Nymburk de la República Checa, con 10.1 y 6.3 en la competición doméstica, y debut en la Eurocup, segunda competición continental, acreditando promedios de 11.3 puntos y 6.2 rebotes.
En la 14-15, el rendimiento de Mahalbasic fue similar en las filas del BC Astana de Kazajistán. En la VTB League promedió 14.6 y 6.6, y algo parecido logró en la EuroChallenge, con 13.1 puntos y 5.7 rebotes por encuentro. La fiabilidad de sus números encontró una muesca más la pasada temporada, en la que militó en el Nizhni Nóvgorod. Con el cuadro ruso acreditó una media de 12.6 puntos y 5.5 capturas de nuevo en la VTB League. En su segunda presencia en la Eurocup firmó 11.2 y 5.2, respectivamente.
En la temporada 2016-17, la comenzó en el Yesilgiresun Belediye de la liga turca, competición a la que volvió después de varias temporadas. En 9 encuentros disputados en la Superliga turca, Mahalbasic promedió 11.2 puntos, 5.9 rebotes y 11.2 de valoración en 21 minutos de juego.
En diciembre de 2016 llega a España para jugar en el Real Betis Energía Plus, como recambio de Luka Žorić.
El 3 de julio de 2017 se hace oficial su fichaje por el EWE Baskets Oldenburg alemán. En el conjunto alemán, abriría una trayectoria de cuatro temporadas, entre 2017 y 2021. En la temporada 2019-20 de la Basketball Bundesliga logró conseguir cuatro triples-dobles.
El 10 de junio de 2021, firma con el AS Mónaco Basket para disputar los play-offs de la Ligue Nationale de Basket-ball, donde promedió 8,5 puntos por encuentro.
El 22 de julio de 2021, firma por el Breogán Lugo de la Liga Endesa. En el cuadro lucense, Mahalbasic firma unos promedios de 11,8 puntos, 5,7 rebotes y 3,2 asistencias en la Liga Endesa.
El 3 de agosto de 2022, firma por el San Pablo Burgos de la Liga LEB Oro.
El 29 de noviembre de 2023, firma por el KK Cedevita Olimpija de la 1. A slovenska košarkarska liga.

### Internacional
Es internacional con la selección de Austria desde 2008.